# 三輪晴香
三輪 晴香（みわ はるか、1996年1月4日 - ）は、日本の女優。元アイドル。滋賀県出身。
ミスFLASH2014ファイナリスト。ミスヤングチャンピオン2014グランプリ。ヤンチャン学園2期生。おとな釣り倶楽部ナビゲーター。その後は舞台を中心に活動している。TWIN PLANET所属。以前はストレイドッグプロモーション（STRAYDOG）に所属していた。

## 経歴
「ミスFLASH 2014」でファイナリストに選ばれる。
2013年3月、「へなちょこヴィーナス」で初舞台初主演。
2014年にヤングチャンピオンが主催するグラビアアイドルオーディション『ミスヤングチャンピオン2014』でグランプリを授賞。ファイナリストで結成される「ヤンチャン学園 音楽部」メンバーの2期生としてアイドル活動を開始。
2015年8月30日のヤンチャン学園音楽部ワンマンにて、同グループを卒業。9月23日、ストレイドッグプロモーションを卒業し、フリーとなる。2016年7月よりココジャパンに所属。
2024年5月1日放送の『水曜日のダウンタウン』（TBSテレビ）に出演し、話題になる。「ハニートラップ、ネタばらし後に『今度はホントに…』と誘えば連続で食らわせることも可能説」で、お見送り芸人しんいちに対するドッキリの仕掛け人に起用されると、しんいちを手玉に取るあざとすぎる演技を好演した。キスまで受け入れる姿勢から放送後はSNS上で大きな話題を呼んで注目度が高まり、Xのフォロワー数が6倍に急増した。
2024年10月31日、11月から始まる出演舞台『何も変わらない今日という日の始まりに』を体調不良により降板することを発表。

## 人物
- 妹がいる[7]。

## 出演
役名が太字のものは、主演もしくはヒロインを務めた作品。

### 舞台
- 道頓堀ZAZAプロデュース「へなちょこヴィーナス」（2013年3月20日 - 24日、道頓堀ZAZA HOUSE） - 相原みどり 役[注 1]
- OSAKA"STRAYDOG"公演「ぼくんち」（2013年7月20日・21日、HEP HALL） - ルミ子 役
- "STRAYDOG"Produce公演「問題のない私たち」（2013年8月21日 - 25日、テアトルBONBON） - 山下翠 役[注 2]
- "STRAYDOG"Seedling公演「へなちょこヴィーナス」（2014年3月13日 - 23日、GEKIBA）- 相原みどり 役[1][注 3]
- OSAKA"STRAYDOG"公演「母の桜が散った夜」（2014年4月12日・13日、HEP HALL） - 緑子 役
- OSAKA"STRAYDOG"公演「女の子ものがたり」（2014年5月17日・18日、ABCホール） - なつみ（高原菜都美） 役[1]
- "STRAYDOG"Seedling公演「メイクルーム〜すかんぴんアイドル〜」（2014年6月10日 - 15日、明石スタジオ） - 葉月早苗 役
- "STRAYDOG"Produce公演「問題のない私たち」（2014年8月2日 - 3日、HEP HALL） - はるか 役[注 4]
- OSAKA"STRAYDOG"公演「問題のない私たち」（2014年8月2日 - 4日、HEP HALL） - 笹岡 澪 役[注 5]
- "STRAYDOG" 第23回本公演「純平、考え直せ」（2014年11月28日 - 30日、紀伊國屋ホール） - 川野美咲 役
- "STRAYDOG"Produce公演「悲しき天使」 - 恵利 役[注 6]
  - 東京公演：2015年1月8日 - 11日、東京芸術劇場シアターウエスト
  - 大阪公演：2015年1月29日 - 2月1日、近鉄アート館
- "STRAYDOG"Spirit's公演「ゴジのラ」（2015年5月1日 - 6日、新宿シアターモリエール） - 一之瀬やよい 役[注 7]
- OSAKA"STRAYDOG"公演「ゴジのラ」（2015年5月15日 - 17日、HEP HALL） - 一之瀬やよい 役[注 8]
- "STRAYDOG"Produce公演「問題のない私たち」 - 笹岡 澪 役[注 9]
  - 大阪公演：2015年7月24日 - 26日、HEP HALL
  - 東京公演：2015年8月5日 - 9日、シアターサンモール
- "STRAYDOG"番外公演＝M&M＝「フローズン・ビーチ」（2015年9月20日 - 23日、八幡山ワーサルシアター） - 愛・萌 役[注 10]
- 劇団た組。番外公演「楽屋〜流れ去るものはやがてなつかしき〜」（2016年1月20日 - 24日、LIVESTAGE hodgepodge） - 女優B 役
- プロジェクトアスペック第二回公演「それより僕と踊りませんか？」（2016年6月22日 - 26日、DDD AOYAMA CROSSTHEATER） - 和田 詩織 役
- 劇団た組。第10回目公演 舞台版「惡の華」（2016年7月27日 - 31日、浅草六区ゆめまち劇場） - 青木 役
- 平成時代劇片肌☆倶利伽羅紋紋一座「ざ☆くりもん」二〇一七年 新春三館同時本公演「父娘旅情」（2017年1月3日 - 9日、シアターグリーン BOXinBOX THEATER）おとみ 役

#### 降板
- 劇団皇帝ケチャップ 第18回本公演「何も変わらない今日という日の始まりに」（2024年11月13日 - 17日、浅草九劇）[8]
  - 体調不良により降板[6]。

### 映画
- トイレの花子さん 新劇場版（2013年6月29日公開、山田雅史監督）
- 悪戯なKISS2 キャンパス編（2017年、溝口稔監督） - ミスコン 役
- トモダチゲーム（2017年6月3日、永江二郎監督） - 大迫かえで 役
- 身体を売ったらサヨウナラ（2017年、内田英治監督） - 秘書 役
- 初めての女（2024年、小平哲兵監督） - 加藤菊 役[9]

### テレビドラマ
- 松本清張ミステリー時代劇 第2話「七種粥」（2015年4月14日、BSジャパン） - お染 役
- トモダチゲーム（2017年4月6日 - 27日、テレビ神奈川） - 大迫かえで 役
- 特捜9（2018年、テレビ朝日） - 加藤仁美 役
- 暴太郎戦隊ドンブラザーズ ドン9 - ドン29話（2022年5月1日 - 9月18日、テレビ朝日）- バスガイド 役
- スカイキャッスル 第1話（2024年7月25日、テレビ朝日） - 秘密の教育セミナーの受付嬢 役[10]
- 地獄の果てまで連れていく 第2話・第3話・最終話（2025年1月21日・28日・3月25日、TBS） - 優子 役
- 黒弁護士の痴情 世界でいちばん重い純愛（2025年4月5日 - 、TOKYO MX） - 主演・白井結 役（中尾暢樹とダブル主演）[11]

### 配信ドラマ
- 東京女子図鑑 第5話・銀座編『アラサー女子の分岐点』（2017年1月20日、Amazon Prime Video） - プロ彼女 役

### テレビ
- ザ!世界仰天ニュース（VTR出演）（2013年9月18日、日本テレビ）
- 東京オーディション（仮）（2015年5月11日、TOKYO MX）
- 痛快TV スカッとジャパン（2017年6月5日、フジテレビ）
- 「おとな釣り倶楽部」レギュラー出演（サンテレビ、テレビ神奈川）